# Robert d'Espinay
Robert  d'Espinay, né en Bretagne et mort en août 1493, est un prélat breton du XVe siècle. Il est fils de Richard, sire d'Espinay et de la Rivière, chambellan du François II de Bretagne, et de Béatrix de Montauban. Deux de ses frères Jean et Jean le jeune sont aussi évêque. Leur frère André est cardinal.

## Biographie
Robert d'Espinay chantre de Rennes est fait évêque de Lescar le 12 août 1482 et est transféré au diocèse de Nantes en 1488, malgré l'opposition du chapitre de chanoines et de la duchesse Anne de Bretagne, grâce à la pression exercée sur le pape par le roi de France. Robert y est remplacé par son frère Jean après sa mort.